# متاحف ليفربول الوطنية
متاحف ليفربول الوطنية (كانت تُعرف سابقًا باسم المتاحف والمعارض الوطنية في ميرسيسايد) هي مجموعة من المتاحف والمعارض الفنية في ليفربول بإنجلترا. تتمتع جميع المتاحف والمعارض في المجموعة بدخول مجاني. المتحف هيئة عامّة غير إدارية برعاية وزارة الثقافة والإعلام والرياضة وهي مؤسسة خيرية مُعفاة بموجب القانون الإنجليزي.
في الثمانينيات، كانت السياسة المحلية في ليفربول تحت سيطرة جماعة المناضلين التابعة لحزب العمال. في عام 1986، ناقش أعضاء المجلس العسكري في ليفربول إغلاق متاحف المدينة وبيع محتوياتها، ولا سيما مجموعاتهم الفنية. لمنع حدوث ذلك، قامت حكومة المحافظين بتأميم جميع متاحف ليفربول بموجب أمر المتاحف والمعارض لعام 1986 في ميرسيسايد والذي أنشأ هيئة وصية وطنية جديدة للمتاحف والمعارض الوطنية في ميرسيسايد. غيرت اسمها إلى "متاحف ليفربول الوطنية" في عام 2003.
تحتفظُ المتاحف بمجموعاتٍ متعددة التخصصات من جميع أنحاء العالم تتكون من أكثر من مليون قطعة وعمل فنية. تعقد المنظمة دورات ومُحاضرات وأنشطة وفعاليات وتوفر ورش عمل وأنشطة تعليمية لأطفال المدارس والشباب والكبار. أماكنها مفتوحة للجمهور سبعة أيام في الأسبوع 361 يومًا في السنة وجميع المعارض مجانية. تتمتّع متاحف ليفربول الوطنية بمكانة خيرية وهي مجموعة المتاحف الوطنية الوحيدة في إنجلترا التي يوجد مقرها بالكامل خارج لندن. وتتألّف حاليًا من ثمانية أماكن مختلفة، أحدها خارج ليفربول نفسها - معرض ليدي ليفر للفنون، الموجود في بورت صن لايت.

## المتاحف والمعارض الفنية
| متحف                   | سنة التأسيس | الحالة                               | التخصصات | صورة |
| ---------------------- | ----------- | ------------------------------------ | --- | ---- |
| المتحف العالمي         | 1851        | مفتوح                                | التاريخ القديم وعلم الآثار وعلم الأعراق البشرية والتاريخ الطبيعي والعلوم |      |
| معرض ووكر للفن         | 1877        | مفتوح                                | الفنون: الرسم والنحت والحرف |      |
| متحف ميرسيسايد البحري  | 1980        | مفتوح                                | الهجرة والتاريخ البحري |      |
| منزل بيرماستر          | 1983        | مفتوح                                | زمن الحرب |      |
| متحف قوة الحدود الوطني | 1994        | مفتوح                                | المتحف الوطني لقوة الحدود يسلط الضوء على عمل المنظمة الملكية للإيرادات والضرائب ووكالة الحدود البريطانية، ويُغطي عمليات التهريب والجريمة وتاريخ الضرائب. يقع في الرواق السفلي لمتحف ميرسيسايد البحري مُنذ مايو 2008. |      |
| متحف العبودية الدولي   | 2007        | مفتوح، قيد التطوير (المرحلة الثانية) | الجوانب التاريخية والمعاصرة للرق |      |
| معرض ليدي ليفر للفنون  | 1922        | مفتوح                                | الفنون: اللوحات والنحت والأثاث |      |
| سودلي هاوس             | 1996        | مفتوح                                | الفن والموضة |      |
| متحف ليفربول           | 2011        | مفتوح                                | تاريخ ليفربول الاجتماعي والثقافي. المتحف يتبع متحف ليفربول لايف، افتتح 1993-2006 |      |
| مركز الحفظ الوطني      | 1996        | مُغلق                                 | الفن وعلوم الحفظ والتكنولوجيا. مغلق للجمهور مُنذ 17 ديسمبر 2010. تستمر الأعمال خلف الكواليس. |      |

## وصلات خارجية
- موقع متاحف ليفربول الوطنية (بالإنجليزية)
- مدونة ليفربول للمتاحف الوطنية (بالإنجليزية)